# Back to the Future Part III (jeu vidéo)
Pour les articles homonymes, voir Retour vers le futur (homonymie).
Back to the Future Part III est un jeu vidéo d'action développé par Probe Software et édité par Image Works en 1991. Le jeu fonctionne sur Amiga, Amstrad CPC, Atari ST, Commodore 64, DOS, Master System, Mega Drive et ZX Spectrum.
Le jeu est une adaptation du film Retour vers le futur III. Il ne doit pas être confondu avec Back to the Future Part II & III de LJN.

## Système de jeu
Le jeu est composé de 4 niveaux qui sont des mini-jeux d'arcade totalement différents les uns des autres. Le jeu est, dans sa globalité, très difficile, car la maniabilité des jeux est extrêmement mauvaise.
Niveau 1 : 
- Type de jeu : course d'obstacle à scrolling horizontal

- Description : Le joueur dirige Doc Brown, à cheval, et doit rattraper le chariot de Clara Clayton avant que celui-ci ne tombe dans le ravin. Il devra pour cela éviter tous les obstacles (rochers, rondins de bois, oiseaux), ainsi que les balles de revolver de Bufford "Mad Dog" Tannen. Si un obstacle ou une balle touche Doc, on recommence le niveau du début. On peut gagner des points en ramassant les bonus, ainsi que les bagages de Clara. Ce premier niveau requiert une mémorisation des obstacles, un timing parfait et de la chance.

Niveau 2 :
- Type de jeu : tir à la première personne
- Description : Le joueur dirige Marty McFly au stand de tir de la kermesse de Hill Valley. Vous devez toucher un maximum de cibles  (canards, bandits, objets) pour faire monter le score. Si l'on a atteint le nombre de points requis (50000) quand l'horloge a fait un tour complet, on passe au niveau suivant. Pas très difficile, mais diriger un viseur avec un pad de Mega Drive peut vite être énervant.

Niveau 3 :
- Type de jeu : tir à la troisième personne
- Description : Le joueur dirige Marty qui affronte la bande de Tannen dans la rue principale de Hill Valley, lors de la kermesse, armé uniquement de plats à tarte, dont il se sert comme de frisbees. Marty doit toucher 3 fois chacun des 6 sbires de Tannen, qui sont postés à des endroits fixes. Ensuite, il devra affronter Tannen en personne. Celui-ci a la possibilité de se déplacer et devra être touché 6 fois pour être vaincu. La vue est en 3D isométrique, ce qui rend la visée assez difficile.

Niveau 4 :
- Type de jeu : plates-formes
- Description : Le joueur dirige Marty sur le train. Il a 99 secondes pour récupérer 8 bûches spéciales, tout en évitant les tirs de la bande de Tannen, la fumée et les poteaux. Marty peut lancer des plats à tartes pour se défendre. Une fois les 8 bûches réunies, le jeu se termine. De loin le niveau le plus difficile du jeu, car le temps est très limité. Il faut donc apprendre par cœur le parcours pour ne pas oublier des bûches en cours de route.

Fin du jeu : Image fixe de la DeLorean vue de derrière.

## Accueil
| Back to the Future Part III |      |       |
| Média                       | Nat. | Notes |
| Dragon Magazine             | US   | 2/5   |

La version Master System de ce jeu a été testé par le Joueur du Grenier, critiquant principalement le premier niveau, très difficile.